# Stefan Strzałkowski
Stefan Zdzisław Strzałkowski, né le 31 août 1957 à Białogard (Pologne) et mort le 8 novembre 2019 à Varsovie (Pologne), est un homme politique polonais membre de Droit et justice (PiS).

## Biographie

### Formation et vie professionnelle
Stefan Strzałkowski est diplômé de l'Académie d'éducation physique de Poznań, et a ensuite exercé le métier de professeur.

### Engagement politique
Aux élections locales de 1998, Stefan Strzałkowski est élu président du powiat de Białogard. Il n'accomplit qu'un mandat de quatre ans, puisqu'il se fait élire en 2002 bourgmestre de Białogard.
À l'occasion des élections législatives anticipées du 21 octobre 2007, il est investi en quatrième position de la liste de Droit et justice dans la circonscription de Koszalin. PiS n'y remporte que deux mandats et lui-même obtient 4 161 votes préférentiels, soit le troisième résultat de la liste.
Stefan Strzałkowski entre cependant à la Diète le 24 juin 2009, après la mort de Marian Goliński le 11 juin. Pour les élections législatives du 9 octobre 2011, il est remonté en deuxième position. Il totalise 4 840 suffrages de préférence, ce qui assure sa réélection.
Rétrogradé à la troisième place des candidats de PiS aux élections législatives du 25 octobre 2015, il engrange 4 977 voix préférentielles, soit le quatrième score de Droit et justice dans la circonscription, qui y fait pourtant élire trois députés. Cependant, il fait son retour à la Diète dès le 9 décembre, après que Czesław Hoc a rejoint le Parlement européen le 27 novembre.